# Liběšice (okres Litoměřice)
Liběšice (německy Liebeschütz, Liebeschitz též Liebeschitz bei Auscha) se nacházejí v okrese Litoměřice v Ústeckém kraji, asi 4 km jihozápadně od Úštěku. Žije zde přibližně 1 500 obyvatel, z toho v samotných Liběšicích v roce 2011 žilo 910 obyvatel. Celé území obce s výjimkou Dolních Řepčic se nachází v Chráněné krajinné oblasti České středohoří.

## Historie

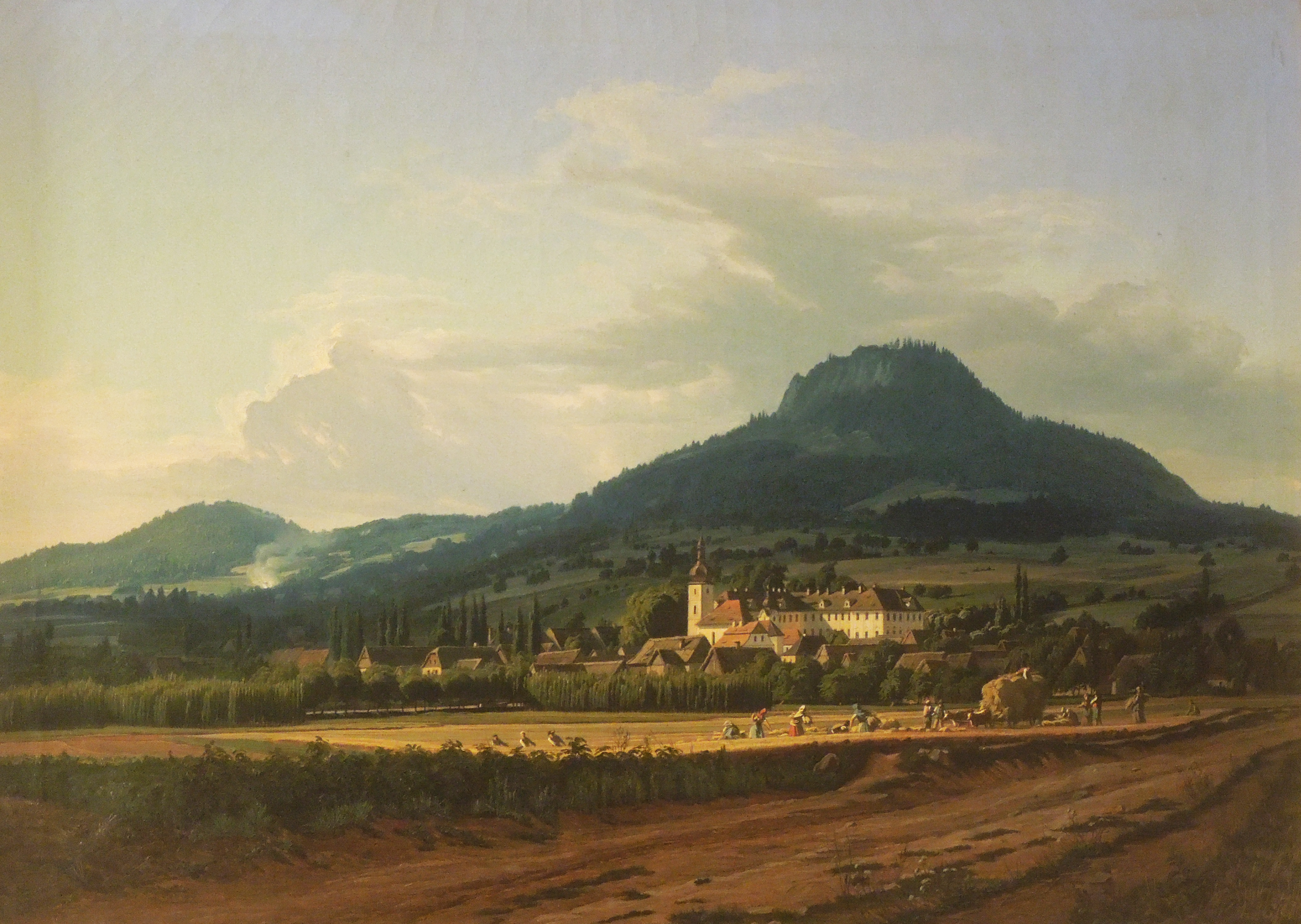
Liběšice na malbě Karla Roberta Crolla

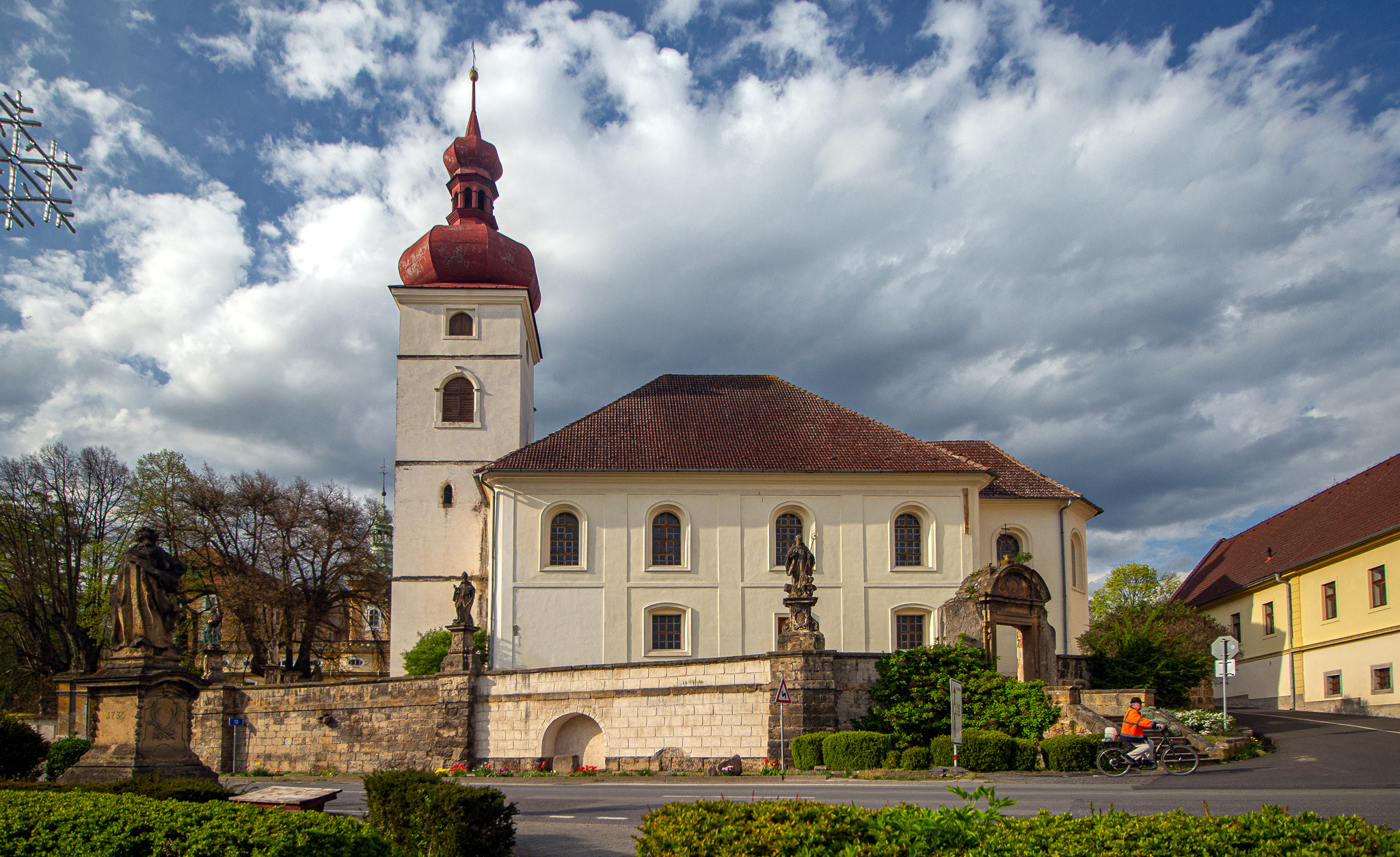
Kostel Nanebevzetí Panny Marie

První písemná zmínka o Liběšicích pochází z roku 1239 a nachází se v listině, kterou je král Václav II. věnoval kladrubskému klášteru. Roku 1282 je v pramenech zmíněn jejich první světský majitel nazývaný Protivec. Dalším známým majitelem se stal nejpozději roku 1319 Albert z Frydlantu, příslušník rodu Ronovců, který byl purkrabím hradu Litoměřice, Přimda a rovněž zastával úřad nejvyššího komořího. Kromě toho se stal zakladatelem rodu Škopků z Dubé. Část z erbu Ronovců – ostrve na žlutém poli – se přenesla i na znak obce. K rodu Ronovců patřili i Škopkové. Mezi nimi byl také velký příznivce místního kostela Beneš Škopek z Dubé a z Liběšic, jenž daroval tomuto kostelu truhlu s ostatky svatých (např. paže svatého Sixta a čtrnáct dalších ostatků). Podmínkou bylo, že musí navždy zůstat v tomto kostele. Tím učinil z Liběšic významné poutní místo.[zdroj?] Z roku 1405 pochází první zmínka o liběšické tvrzi, na které sídlil Beneš starší Škopek z Dubé. Během husitských válek byly Liběšice rozděleny mezi mnoho vlastníků. Hlavními vlastníky byli Zikmund Děčínský z Vartenberka, jehož potomci se zde drželi až do 16. století. Druhým držitelem byl Jindřich z Rabštejna, poslední vlastník z rodu Ronovců, který Liběšice roku 1487 prodal pánům z Gutšejna, kteří je prodali roku 1520 Karlu Dubanskému z Duban.

### Liběšice za panování Dubanů
Karlu Dubanskému místní tvrz nevyhovovala, a proto nechal vystavět nový renesanční zámek, který splňoval ty nejvyšší nároky na tehdejší kvalitu života. Byl to vynikající hospodář a tolerantní katolík. Přikoupil Býčkovice a do zástavy získal bohatou Roudnici. Revidoval známou Hájkovu kroniku. Po jeho smrti v roce 1542 zdědil panství syn Oldřich, který přikoupil Ploskovice. Byl také hejtmanem Litoměřic, později hejtmanem Pražského hradu, podkomořím a královským radou. Zajímavostí je, že v Liběšicích byl nejspíše vězněn během let 1547–1552 saský protestantský kurfiřt Jan Fridrich I., který byl zajat po bitvě u Mühlberka (a jehož nástupcem se stal Mořic Saský). Po smrti Oldřicha spravovala majetek jeho vdova Anna Kostomlatská z Vřesovic, ale když se podruhé provdala, byl rodový majetek rozdělen na dvanáct dílů, a panství se tak rozpadlo. Liběšice s Drahobuzí získali Žichovcové z Duban. Z nich Jan Dubanský z Duban s manželkou Barborou z Říčan nechali v letech 1589–1591 postavit novou kostelní věž. Jejich erby společně s letopočty jsou nad vstupním portálem, který byl v roce 1996 restaurován.[zdroj?] Jejich dcera Alena zemřela neprovdána v roce 1617 a před svou smrtí odkázala panství Jiřímu Sezimovi ze Sezimova Ústí, jehož rodu patřil Úštěk. Nový majitel se aktivně účastnil stavovského povstání proti Habsburkům, a proto bylo jeho jmění zkonfiskováno, ačkoliv zemřel již v roce 1619 před porážkou povstání.

### Jezuité

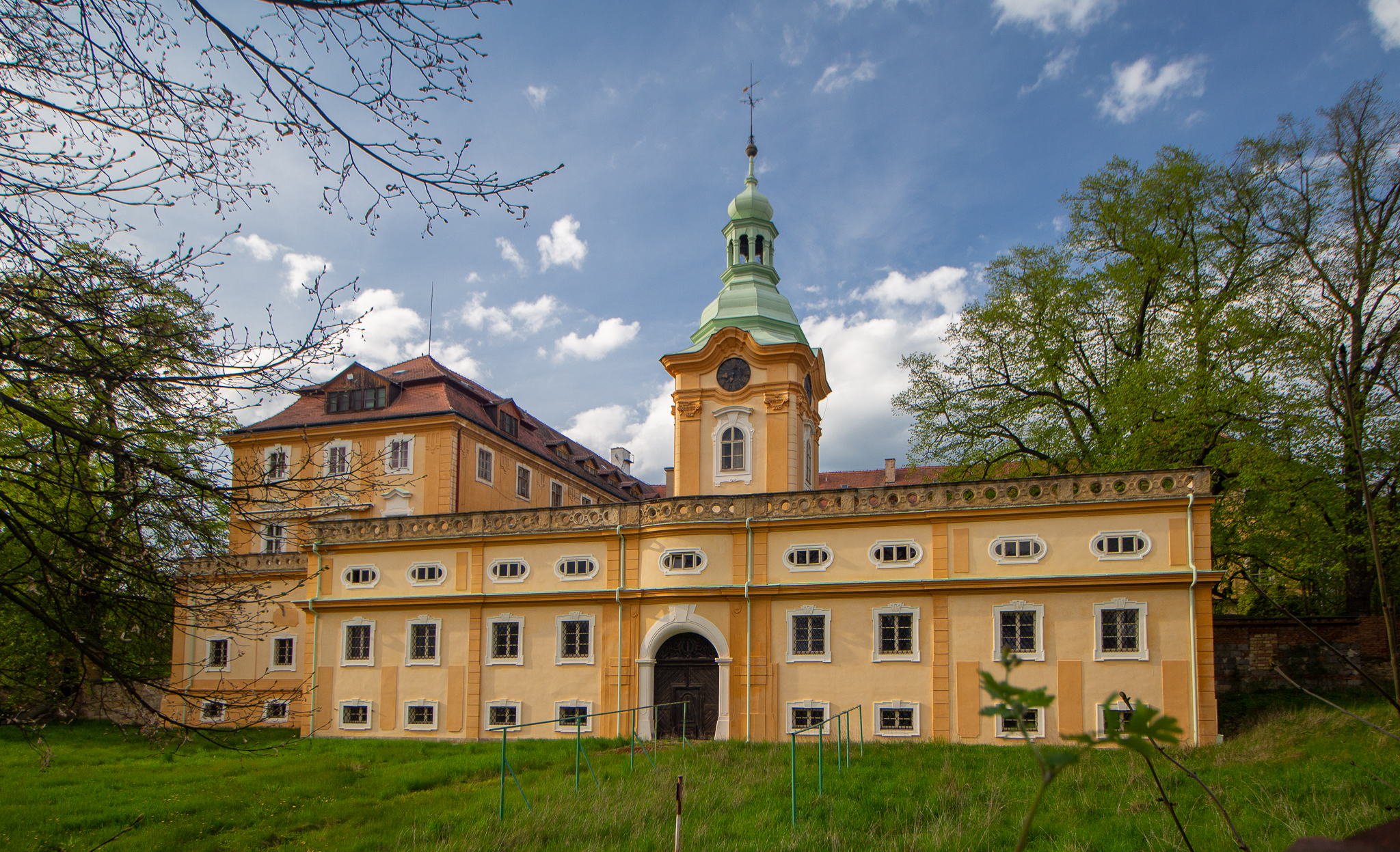
Liběšický zámek

Roku 1621 daroval Ferdinand II. liběšické panství s jedním dílem Liběšic a statky Jištěrpy, Tetčiněves, Verneřice, Levín a Rochov jezuitské koleji u sv. Klimenta v Praze. V této době zde ještě působil luteránský pastor. Po bitvě na Bílé hoře probíhala rekatolizace. Tu někteří místní nesli jen s velkými obtížemi a někde dokonce kladli odpor. Například roku 1625 zabili nekatoličtí sedláci z Vědlic jezuitského hejtmana, protože je příliš nutil do katolické víry. Roku 1650 už mohli jezuité prohlásit, že jsou obyvatelé jejich panství jen katolíci.[zdroj?] Následně se věnovali obnově zdejšího panství po třicetileté válce např. opravě liběšického zámku v roce 1654 a stěhování z prozatímního ubytování na úštěckém zámku. Došlo i ke změně struktury obyvatelstva, mezitím co v roce 1636 bylo označováno jako českoněmecké, tak od roku 1674 se udává jako německé.[zdroj?]
Jezuité se zde rovněž ukázali jako dobří hospodáři. Roku 1675 odkoupili zbytek liběšického panství a panství úštěckého od litoměřických jezuitů a roku 1680 přikoupili ještě Dolní Chobolice. Liběšice se tak staly centrem rozsáhlého panství, které tvořilo komplex sahající od severních svahů Českého středohoří až po Roudnici. Sloužilo jako hlavní ekonomická základna pražského Klementina, která ho měla zásobovat a bylo zde i letní sídlo pro členy koleje svatého Klimenta v Praze. Ale vyvážely se odtud i kůže až do jižní Ameriky na tamní základnu jezuitů. K panství patřila města Úštěk, Levín a Verneřice a 52 vesnic spravovaných sedmi rychtáři. Fungovaly na něm také tři cihelny, šest kováren, pila, čtrnáct mlýnů na obilí a jeden mlýn na zpracování stromové kůry a tříslovin, dvě výrobny sukna a 32 šenků, ze kterých bylo pět panských.[zdroj?] Roku 1679 na zámku pobýval Bohuslav Balbín, autor knihy Rozpravy na obranu jazyka slovanského, zvláště pak českého, který vystoupil i na vrchol Sedla, odkud pozoroval svatojánské ohně v okolních vesnicích.

### Selské povstání roku 1680

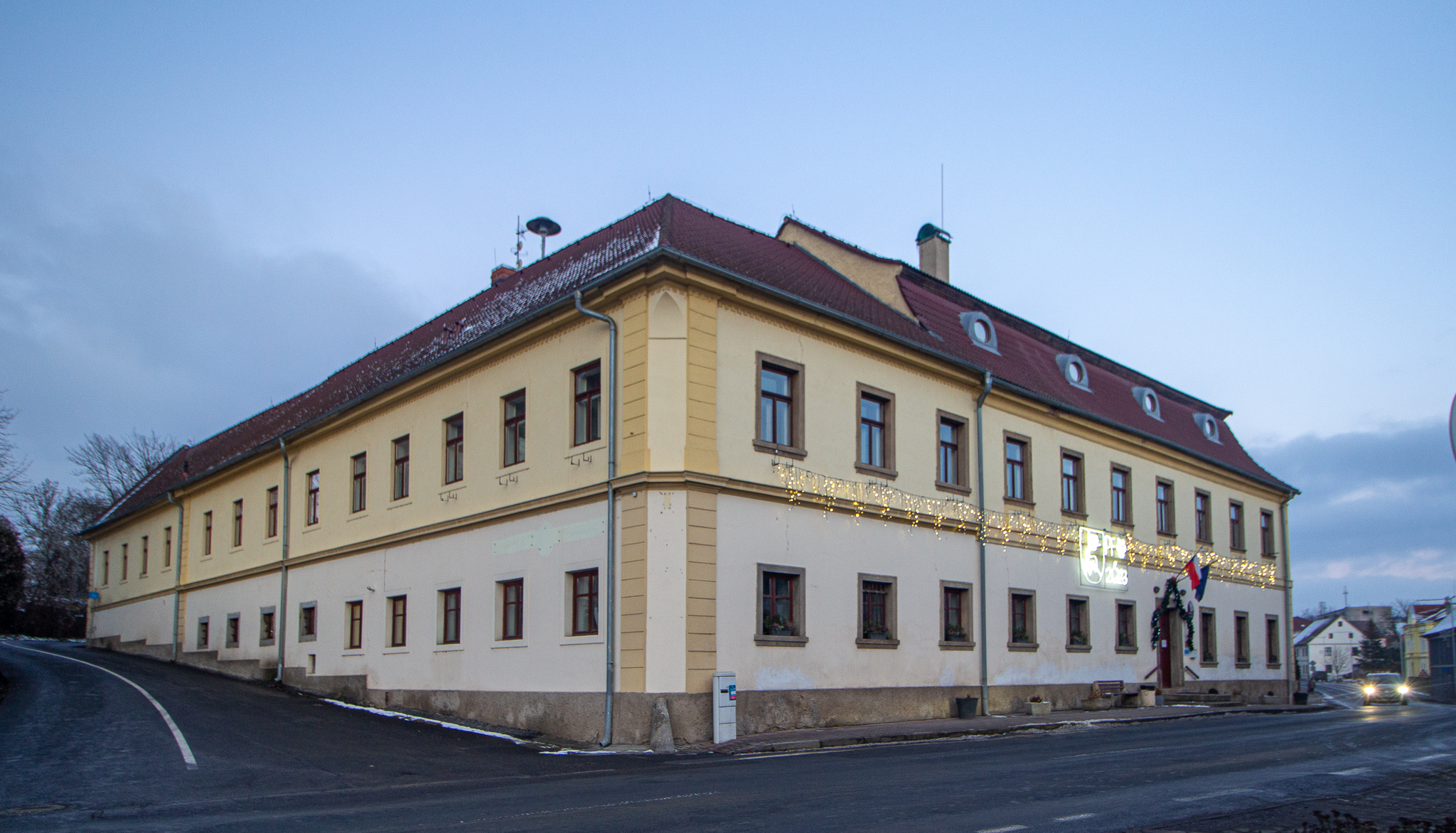
Obecní úřad

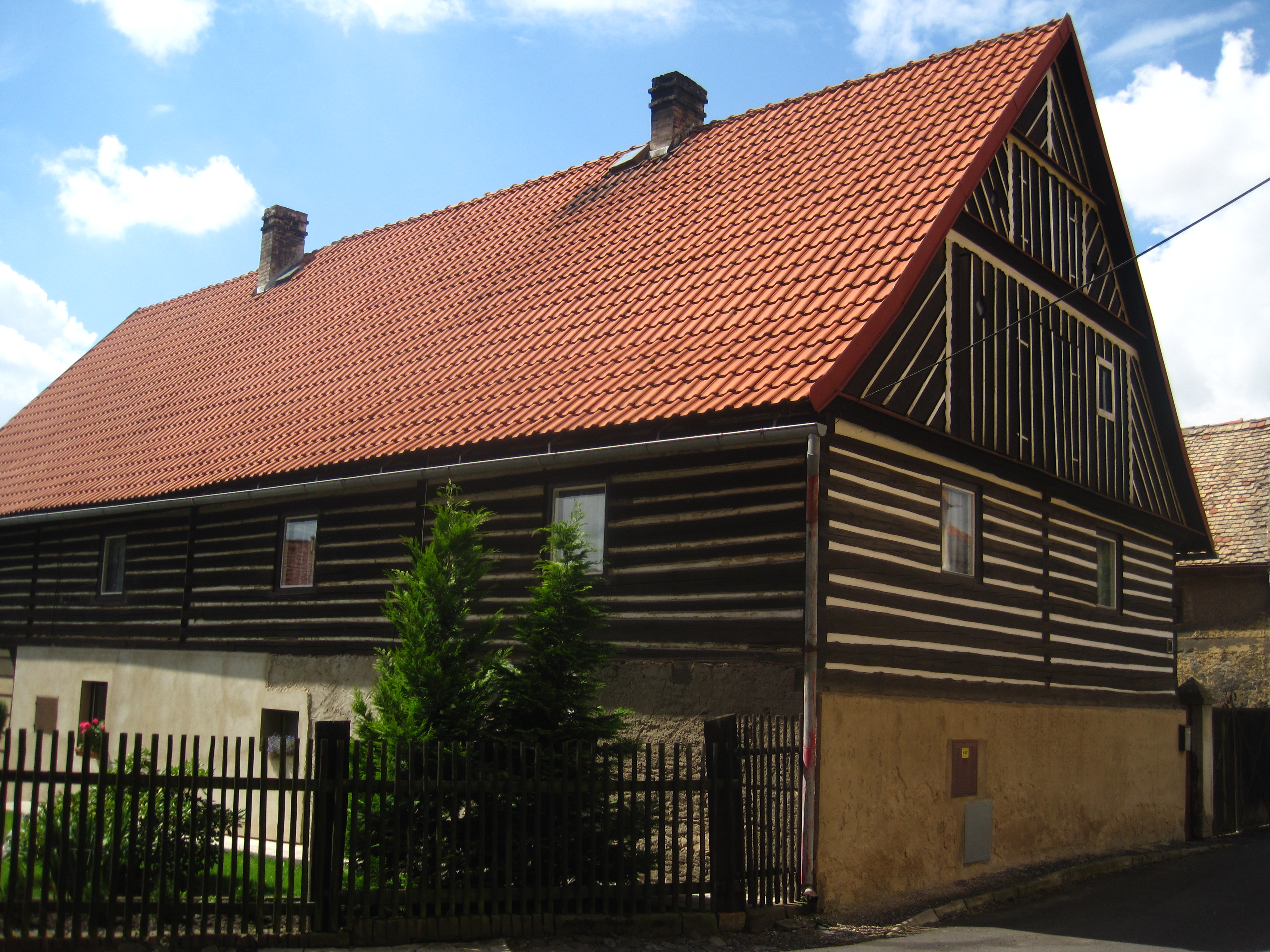
Dům čp. 67

Roku 1680 došlo k povstání poddaných, ke kterému vedlo zvýšení roboty po třicetileté válce. Nespokojenost se projevila už v roce 1676, kdy poddaní žádali vrchnost o zrušení nových robot, ale jejich žádost byla zamítnuta. Jejich názor se tak postupně radikalizoval, až se roku 1680 místní připojili k dalším povstáním ve východních, severních a západních Čechách. Už v únoru si úštěčtí měšťané žádali hlavně snížení platů. Když nepořídili, obrátili se s peticí na císaře využívaje toho, že se císař v Čechách schovával před morem. K nim se přidali i vesničané, kteří také odmítli platit a robotovat. Nejvíce místním vadily nové roboty a tzv. daleké fůry (sedlák byl povinen poskytnout svůj povoz pro delší cesty vrchnosti).
Správce panství páter Tolesius se rozhodl řešit situaci svoláním zástupců poddaných na liběšický zámek. Jenže jeden z vůdců poddaných, rychtář Mikuláš Slabý, byl neoblomný a trval na tom, že jsou ochotni robotovat jen tři dny v roce jako dříve. Jednání tak nepřineslo očekávaný výsledek a na jarní práce nikdo nepřišel. A tak to museli odpracovat čeledíni. Tou dobou už poddaní přestali vrchnost zcela respektovat. Koncem února sepsali petici a tu poslali císaři. Zároveň vyhrožovali, že zabijí každého, kdo poslechne vrchnost a úštěcké měšťanstvo nutili pod hrozbou vypálení města k tomu, aby se k nim přidali.
Dne 25. března, pod tlakem událostí, opustili jezuité Liběšice a uprchli do Litoměřic. Následujícího dne se páter Tolesius obrátil na litoměřického hejtmana se žádostí, aby povstání co nejdříve zarazil. Ten však už věděl, že je na cestě pluk generála Haranta s vyšetřovací komisí. 30. března se opět sešli zástupci poddaných se správcem Tolesiem a páterem hejtmanem Litoměřic a dohodli se, že poddaní budou zatím robotovat podle svého uvážení. Do Liběšic byl povolán páter Kryštof Fischer, který si v minulosti získal náklonnost obyvatel. Jednání však skončila neúspěšně, nepomohlo ani vyhlášení nového císařského patentu, protože byl poddanými považován za podvrh. Odvaha vzbouřenců poklesla, až když se dozvěděli o tvrdých postupech generála Haranta a s ním cestující vyšetřovací komise. Někteří z vůdců začali prchat do lesů.
Obávaná vyšetřovací komise dorazila koncem května. Výslech poddaných probíhal na zámečku v Jištěrpách. Před komisí stanuli vůdci povstání Mikuláš Slabý z Vrbice, Ivan Tobiáš z Habřiny a Jiří Sinke z Lukova. Po týdnu vyšetřování byli tito tři v Úštěku popraveni a mnoho dalších poddaných odsouzeno k nuceným pracím.[zdroj?] Následně vypukl v Praze mor a z Prahy do Liběšic byli přestěhováni studenti a profesoři z pražského Klementina. Probíhaly zde i závěrečné zkoušky. Nakonec ale ani Liběšicko nebylo ušetřeno a mor řádil i zde. Památkou na něj je morový hřbitov a hřbitovní kaple svatého Františka Xaverského.

### Novověk

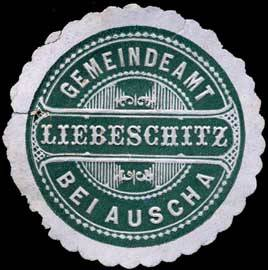
Liběšická úřední známka (Liebeschitz bei Auscha)

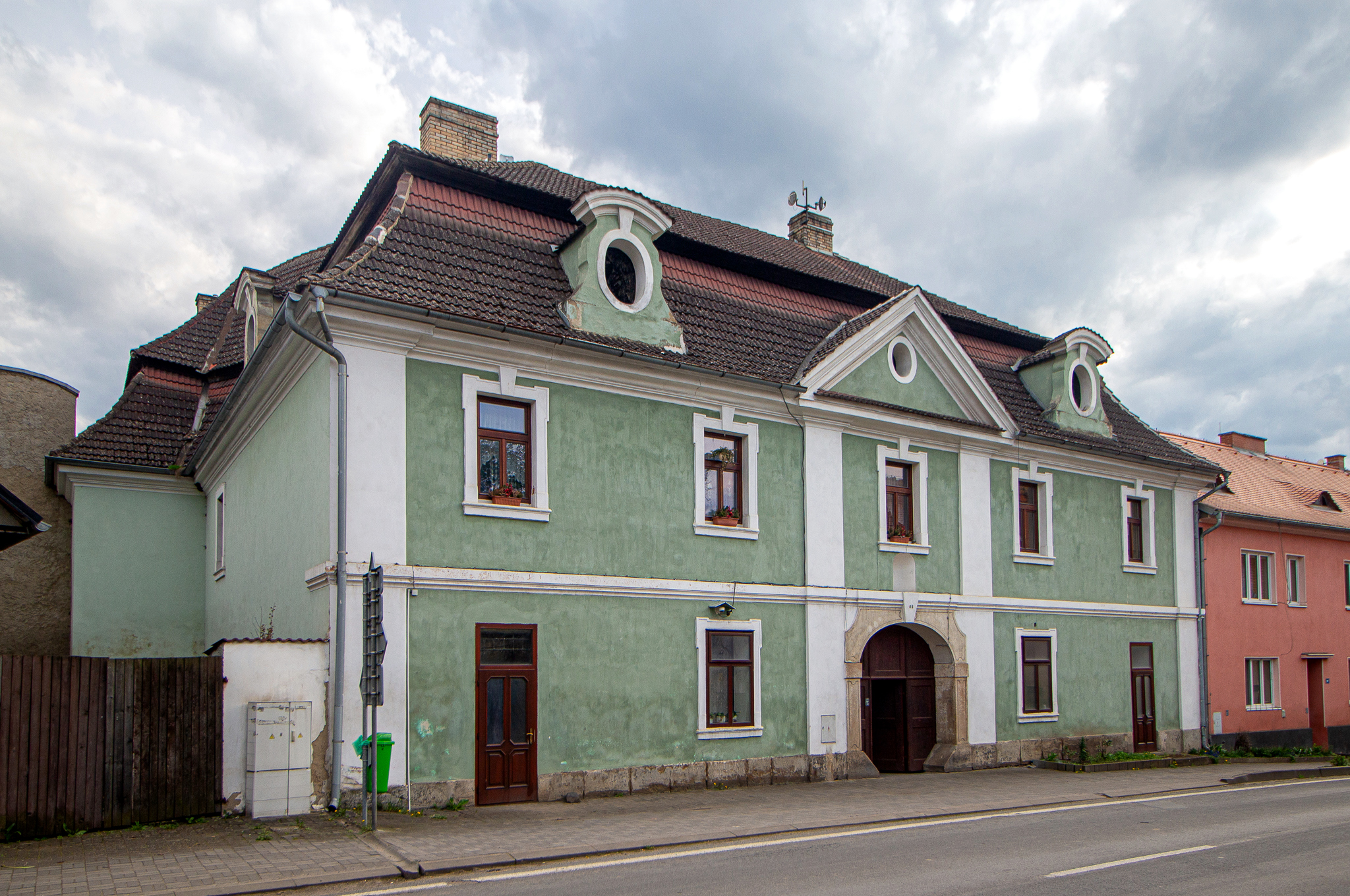
Barokní dům čp. 66

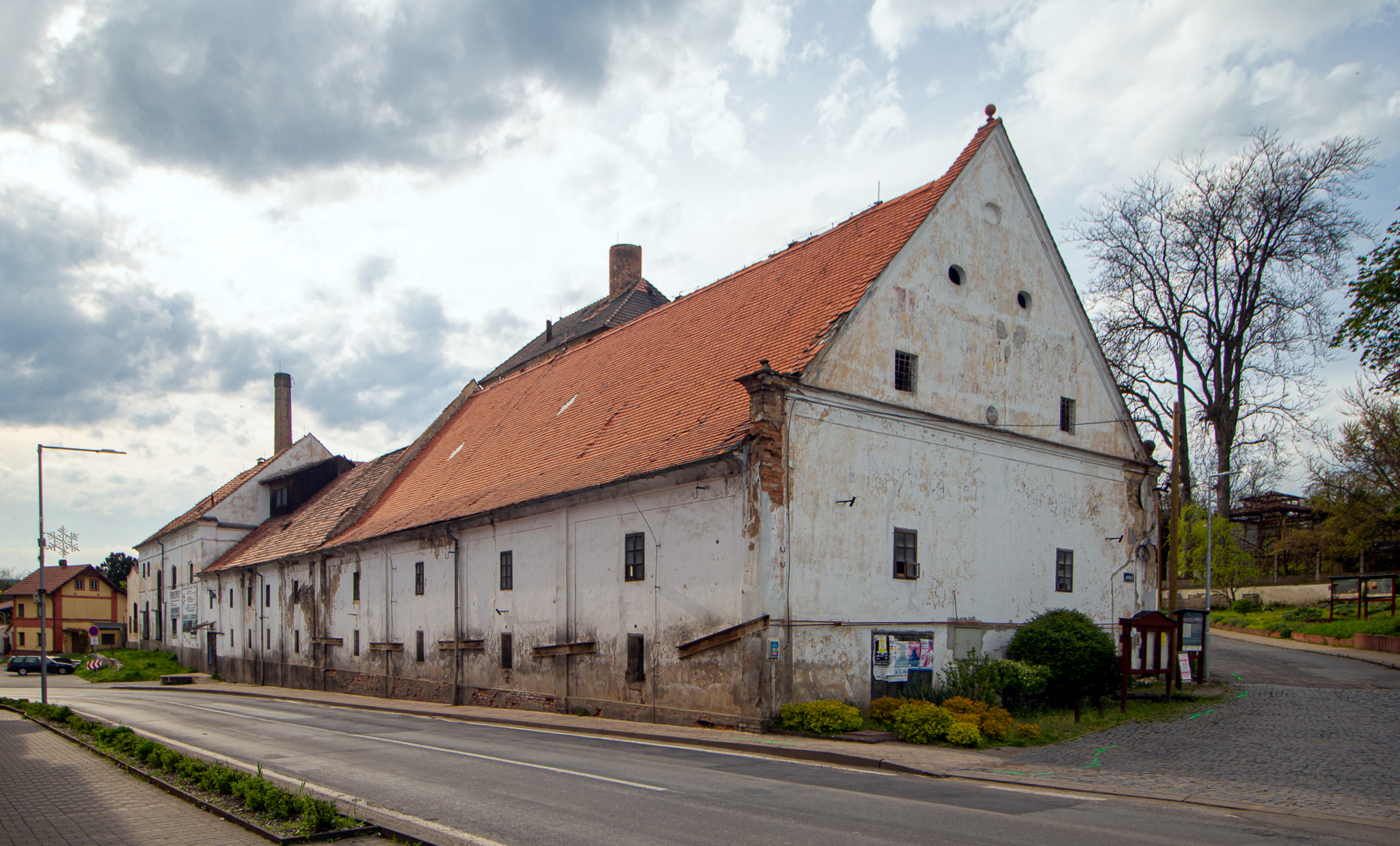
Někdejší liběšický pivovar

Po bouřlivých událostech roku 1680 a morové epidemii se ke správě panství vrátili jezuité. Ve třicátých letech 18. století nastal stavební rozvoj Liběšic. Bylo postaveno sedmnáct nových domů a zbarokizován renesanční kostel. Rozvíjející se panské správě již nestačila stará správní budova a tak se rozhodlo o stavbě nového zámku. Na zámku fungovala laboratoř, lékárna a samozřejmě knihovna. Liběšice byly dotčeny i za sedmileté války, kdy v Chotiněvsi přezimovala část kavalérie maršála Dauna. V letech 1770–1772 navíc vypukl v českých zemích velký hladomor. Po zrušení jezuitského řádu v roce 1773 připadly Liběšice Náboženskému a Studijnímu fondu.
Byla zde provedena raabizace, při níž bylo rozparcelováno deset dvorů. Raabizace je pozemková reforma, jejímž cílem bylo rozdat panské pozemky sedlákům, čímž byla odstraněna robota, místo které měli poddaní odvádět peněžité dávky. A právě na kdysi jezuitských panstvích (tedy i Liběšicích) byla tato reforma vyzkoušena. Na přelomu století se místní museli Liběšičtí potýkat s problémy způsobenými povinností zásobovat tažení rakouské a ruské armády proti Napoleonovi.
Roku 1838 koupil panství kníže Ferdinand Lobkovic. V roce 1848 získaly Liběšice právo konat dva trhy ročně (právo konat jeden trh ročně měly již dlouho).[zdroj?] V roce 1871 prodal kníže Ferdinand Lobkovic Liběšice textilnímu velkoprůmyslníkovi Josefu Schrollovi z Broumova, který byl roku 1873 povýšen do šlechtického stavu. Jeho potomci panství drželi až do roku 1945.
Během druhé poloviny 19. století se v Liběšicích rozvíjel občanský a spolkový život: roku 1863 byl založen hasičský záchranný sbor, 1772 poštovní úřad, 1774 dobrovolný hasičský sbor, 1881 tělocvičná jednota, 1884 spolek válečných veteránů, 1898 byla postavena tělocvična a také započala stavba železniční stanice na trati Litoměřice – Česká Lípa. Roku 1903 byl vybudován vodovod, v roce 1906 byla zřízena spořitelna a záložna. A konečně 1909 byly Liběšice císařským rozhodnutím povýšeny na městys. Roku 1922 se Liběšice připojily na elektrickou síť. Během druhé světové války se staly Liběšice součástí Třetí říše, ale ani před tím zde moc Čechů nežilo (podle sčítání lidu v roce 1921 se k české národnosti hlásilo pouze 9 z 815 občanů). Po konci druhé světové války probíhal odsun Němců odtud do oblasti Meklenburska a Hesenska. S sebou směli mít jen oblečení, prádlo a malý obnos v hotovosti. Poslední odsun proběhl v září roku 1946.

### Po roce 1945
Již v roce 1945 se sem začali z vnitrozemí stěhovat první Češi. Jako jinde v republice byly i zde události konce čtyřicátých a začátku padesátých let 20. století diktovány komunistickou stranou. V roce 1949 tu bylo založeno jednotné zemědělské družstvo a roku 1950 došlo ke scelení pozemků. V roce 1951 sem přišlo 200 řeckých a makedonských dětí a o dva roky později 240 korejských dětí se svými vychovateli. Korejské děti časem opět odjížděly. Poslední korejské děti odjely v roce 1959 a po jejich odchodu byla budova zámku upravena na domov důchodců. Během roku 1968 zde měsíc pobývaly 3 divize okupačních armád a to se podepsalo na místní krajině. Roku 1982 byla otevřena střelnice a domov důchodců byl přeměněn na domov pro mentálně postižené.
Po roce 1989 došlo k mnohým změnám. Obce Chotiněves a Horní Řepčice se osamostatnily. Dále se obnovilo soukromé podnikání a jednotné zemědělské družstvo bylo přeměněno na Zemědělské družstvo Liběšice, které aktuálně obhospodařuje 1961 hektarů, z čehož je 87 hektarů chmelnic. Proměně se ale nevyhnul ani ústav sociální péče (až do roku 2015, kdy byl uzavřen, tzv. Domov na zámku).

## Obyvatelstvo
Při sčítání lidu v roce 1921 zde žilo 821 obyvatel (z toho 403 mužů), z nichž bylo devět Čechoslováků, 806 Němců a šest cizinců. Pět jich bylo evangelíky, po jednom zástupci měli církev československá, židé a jiné nezjišťované církve. Dva lidé byli bez vyznání. Podle sčítání lidu z roku 1930 měla vesnice 770 obyvatel: 27 Čechoslováků, 738 Němců a pět cizinců. Až na pět evangelíků, jednoho člena církve československé a pět lidí bez vyznání se hlásili k římskokatolické církvi.
|                                                                      | 1869 | 1880 | 1890 | 1900 | 1910 | 1921 | 1930 | 1950 | 1961 | 1970 | 1980 | 1991 | 2001 | 2011 | 2021 |
| -------------------------------------------------------------------- | ---- | ---- | ---- | ---- | ---- | ---- | ---- | ---- | ---- | ---- | ---- | ---- | ---- | ---- | ---- |
| Obyvatelé                                                            | 753  | 826  | 824  | 870  | 893  | 821  | 770  | 561  | 865  | 905  | 989  | 916  | 879  | 910  | 780  |
| Domy                                                                 | 116  | 119  | 119  | 125  | 132  | 131  | 137  | 145  | 171  | 116  | 131  | 145  | 149  | 169  | 170  |
| Data z roku 1961 zahrnují i domy z místních částí Trnobrany a Zimoř. |      |      |      |      |      |      |      |      |      |      |      |      |      |      |      |

## Obecní správa

### Části obce
- Liběšice
- Dolní Chobolice
- Dolní Nezly
- Dolní Řepčice
- Horní Chobolice
- Horní Nezly
- Jeleč
- Klokoč
- Lhotsko
- Mladé
- Nová Vesnička
- Soběnice
- Srdov
- Trnobrany
- Zimoř

### Obecní symboly
Znak a vlajka byly obci uděleny rozhodnutím předsedy Poslanecké sněmovny Parlamentu České republiky dne 21. června 1999.

### Starostové
- Jaroslav Nepovím
- Dagmar Tafatová

## Pamětihodnosti
- Kostel Nanebevzetí Panny Marie
- Kaple svatého Františka Xaverského
- Zámek Liběšice
- Boží muka

### Muzeum Liběšicka
V budově obecního úřadu Liběšice čp. 6 se nachází Muzeum Liběšicka, které názorně ukazuje historii zemědělské činnosti a života v domácnostech v tomto regionu. Vystavené předměty muzeu vesměs zapůjčili občané Liběšic a okolních vsí.